# Hươu đuôi trắng Hilton Head
Hươu đuôi trắng Hilton Head hay Nai Hilton Head đuôi trắng (Danh pháp khoa học: Odocoileus virginianus hiltonensis) là một phân loài của hươu đuôi trắng bản địa ở đảo Hilton Head thuộc Nam Carolina. Những con hươu sống trong một môi trường chủ yếu là ngoại thành và đã phát triển khu vực phạm vi trên đảo.

## Tổng quan
Nai Hilton Head đuôi trắng được liệt kê như là một loài có mối quan tâm của Hoa Kỳ về động vật hoang dã mặc dù việc tiêu diệt những con nai này được thực hiện thường xuyên được triển khai để giảm dân số và ngăn ngừa tai nạn giao thông. Các vụ việc tiêu diệt gây ra tranh cãi giữa các khu vực dân cư và các nhóm bảo vệ động vật hoang dã. Trước khi tiêu diệt chúng người ta đã được phê duyệt để tiêu diệt nhiều hươu và chuyển qua đảo để tránh lây lan ra các đàn gia súc. Biển Pines Plantation một hỗn hợp diện tích tự nhiên đã trở nên gây tranh cãi khi người dân phàn nàn về con nai ăn cây dâu của họ và gây thiệt hại tài sản.
Người ta phải có phương án để cắt giảm một nửa phân loài dân số chúng do các quần thể động vật ở đây thiếu một động vật ăn thịt tự nhiên trên đảo. Ngày 27 tháng 8 năm 1998, một phán quyết của một thẩm phán địa phương tạm thời bị chặn bất cứ giết hại những con hươu này. Cơ quan lập pháp Nam Carolina đã xây dựng một khu bảo tồn động vật hoang dã vào năm 1971. Tòa án Tối cao Nam Carolina đồng tình với phán quyết và cho phép tiêu diệt loài này, chỉ sau ba năm số lượng của đàn hươu này đã được giảm 500 việc va chạm xe với hươu cũng được giảm từ 60 vụ đến 10 vụ mỗi năm.